# Laccophilus leonensis
Laccophilus leonensis är en skalbaggsart som beskrevs av Régimbart 1895. Laccophilus leonensis ingår i släktet Laccophilus och familjen dykare. Inga underarter finns listade i Catalogue of Life.